# Unterseeboot 207
Le Unterseeboot 207 (ou U-207) est un sous-marin allemand (U-Boot) de type VII.C utilisé par la Kriegsmarine (marine de guerre allemande) pendant la Seconde Guerre mondiale

## Historique
Mis en service le 7 juin 1941, l'Unterseeboot 207 reçoit sa formation de base dans la 7. Unterseebootsflottille à Kiel en Allemagne jusqu'au 30 juin 1941, où il rejoint son unité de combat, toujours dans la 7. Unterseebootsflottille, à Saint-Nazaire, port qu'il n'atteindra jamais.
Il réalise sa première patrouille, quittant le port de Trondheim le 24 août 1941 sous les ordres de l'Oberleutnant zur See Fritz Meyer. Après 19 jours de mer et un succès de deux navires marchands pour un total de 9 727 tonneaux, l'U-207 est coulé à son tour le 11 septembre 1941 dans le détroit de Danemark au sud-est d'Angmagsalik au Groenland à la position géographique de 63° 59′ N, 34° 48′ O, par les charges de profondeur lancées depuis les destroyers britanniques HMS Leamington et HMS Veteran. 
Les 41 membres d'équipage meurent dans cette attaque.

## Affectations
- 7. Unterseebootsflottille du 7 au 30 juin 1941 (entraînement)
- 7. Unterseebootsflottille du 1er juillet au 11 septembre 1941 (service actif)

## Commandements
- Oberleutnant zur See Fritz Meyer du 7 juin au 11 septembre 1941

## Patrouilles
|       | Commandant        | Départ       | Départ    | Arrivée           | Arrivée | Jours    | Succès  |
| ----- | ----------------- | ------------ | --------- | ----------------- | ------- | -------- | ------- |
| 1     | Oblt. Fritz Meyer | 24 août 1941 | Trondheim | 11 septembre 1941 | Coulé   | 19 jours | 9 727   |
| Total | Total             | Total        | Total     | Total             | Total   | 19 jours | 9 727 t |

Note : Oblt. = Oberleutnant zur See

### Opérations Wolfpack
L'U-207 a opéré avec les Wolfpacks (meute de loups) durant sa carrière opérationnelle :
1. Markgraf (27 août 1941 - 11 septembre 1941)

## Navires coulés
L'Unterseeboot 207 a coulé deux navires marchands pour un total de 9 727 tonneaux au cours de l'unique patrouille (19 jours en mer) qu'il effectua.
| Date              | Navire    | Pavillon        | Tonnage | Convoi | Fait  |
| ----------------- | --------- | --------------- | ------- | ------ | ----- |
| 11 septembre 1941 | Stonepool | Grande-Bretagne | 4 803   | SC-42  | Coulé |
| 11 septembre 1941 | Berury    | Grande-Bretagne | 4 924   | SC-42  | Coulé |